# Lesław Bartelski

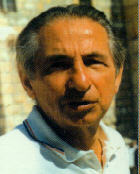
Lesław Bartelski (1989)

Lesław Marian Bartelski (* 8. September 1920 in Warschau; † 27. März 2006 ebenda) war ein polnischer Schriftsteller, Publizist und Literaturkritiker. In seinen Sachbüchern beschäftigte er sich insbesondere mit der polnischen Gegenwartsliteratur sowie dem Warschauer Aufstand, an dem er aktiv beteiligt war. Seine Tochter ist die Literaturkritikerin Agnieszka Baranowska.

## Leben
Bartelski verbrachte seine Kindheit zunächst in Lwów und danach in Królewska Huta, dem heutigen Chorzów, wo er ab 1930 das Gymnasium besuchte. Daneben lernte er ab 1929 das Klavierspielen im Musikkonservatorium in Katowice. Anschließend siedelte er 1931 nach Warschau um, besuchte das Gymnasium und führte seine Musikausbildung bis 1934 weiter. Bereits als Gymnasiast debütierte er mit der Erzählung W rzymskim cyrku, die 1936 in der Zeitschrift Płomyk erschien. Nach dem Erwerb des Abiturs 1938 studierte er Rechtswissenschaft an der Universität Warschau.
Während des Überfalls auf Polen im September 1939 nahm er als Freiwilliger an der Verteidigung Warschaus teil und gelangte kurzzeitig in Kriegsgefangenschaft. Nach seiner Flucht kehrte er nach Warschau zurück und beteiligte sich ab 1941 aktiv im Związek Walki Zbrojnej und danach in der polnischen Heimatarmee. Daneben führte er sein Rechtsstudium ab 1942 im Untergrund weiter und nahm 1943 außerdem ein Studium der Wirtschaft auf. Gleichzeitig war er von 1942 bis 1944 Mitglied der Literaturgruppe Sztuka i Naród und ab Herbst 1943 Redaktionsmitglied der gleichnamigen Monatszeitschrift. Einen Kurs für Kriegsberichterstatter absolvierte er 1944. Im Warschauer Aufstand kämpfte er mit und wurde nach dessen Niederschlagung zu Zwangsarbeiten nach Świdnica transportiert. Von dort konnte er nach Częstochowa flüchten, wo er von Dezember 1944 bis Januar 1945 Offizier im Informations- und Propagandabüro der polnischen Heimatarmee war. Nach der Befreiung der Stadt kehrte er im Februar 1945 nach Warschau zurück und studierte zunächst Wirtschaft an der Universität Łódź und danach Rechtswissenschaft an der Universität Warschau, wo er 1948 den Magister erwarb.
In den Verband der Polnischen Literaten wurde er 1945 aufgenommen und arbeitete von 1945 bis 1948 als Journalist für die Zeitungen Chłopi, Dziennik Ludowy, Kobiety Dzisiejsza, Polska Zbrojna und Nowiny Literackie. Daraufhin leitete er von 1949 bis 1951 die Redaktion für Lyriksendungen im Polskie Radio, mit dem er auch später zusammenarbeitete. Anschließend war er von 1951 bis 1952 als Wissenschaftlicher Assistent im Fachbereich für Journalistik an der Universität Warschau angestellt. In den 1950er bis 1970er Jahren arbeitete er für die Wochenzeitschriften Życie Literackie, Wieś, Nowa Kultura sowie Kultura und publizierte auch in den Zeitschriften Nowe Książki, Tygodnik Zachodni, Stolica, Widnokręgi, Argumenty, Express Wieczorny sowie Anfang der 1980er Jahre in Panorama Polska.
Daneben gab er Vorlesungen zur polnischen Gegenwartsliteratur, u. a. 1966 in Berlin, Jena und Leipzig, 1971 in Stockholm und Uppsala sowie 1971 und 1977 an der Universitär Warschau. Zudem initiierte und organisierte er von 1972 bis 1977 die Warschauer Poesieherbste.
Von 1976 bis 1983 war er Mitglied des Wissenschaftsrates des Kulturinstituts des Ministeriums für Kultur und Kunst. Zudem engagierte er sich seit den 1960er bis in die 1980er Jahre in mehreren gemeinnützigen Organisation, wie der Rada Ochrony Pomników Walki i Męczeństwa, dem Verband der Kämpfer für Freiheit und Demokratie und dem Prezydium Komitetu Budowy Szpitala Pomnika Centrum Zdrowia Dziecka. Im Nationalrat Warschaus war er von 1969 bis 1984 Ratsmitglied.
Am First Business College in Warschau dozierte er von 1993 bis 1997 über die Kultur und Kunst des 20. Jahrhunderts. Anschließend arbeitete er mit der Wochenzeitschrift Południe zusammen.

## Werke

### Lyrik
- Przeciw zagładzie. Poemat, 1948
- Patrol między murami, 1949
- Dzieci Warszawy, 1973
- Śpiewnik warszawski. Wiersze 1944–1994, 1996

### Prosa
- Ludzie zza rzeki, 1951
- Miejsce urodzenia, 1953
- Jonasz. Opowiadania, 1956
- Pejzaż dwukrotny, 1958
- Droga na Glockner, 1959
- Wieniec, 1962
- Złota magmudia, 1962
- Wodorosty. Powieść, 1964
- Łuna. Opowieść z roku 1863, 1965
- Mickiewicz na Wschodzie. Opowieść dokumentarna o ostatnich latach życia Adama Mickeiwicza, 1966
- Dialog z cieniem. Powieść, 1968
- Niedziela bez dzwonów. Opowiadania autentyczne, 1973
- Krwawe szkrzydła. Powieść, Band 1 und 2: 1975, Band 3: 1987
- Rajski ogród. Powieść, 1978
- Czas bitew: opowieść o AK od lipca 1943 po styczeń 1944, 1993
- Mokotów: Warszawskie Termopile 1944, 1998
- Getto: Warszawskie Termopile 1943, 1999
- Praga: Warszawskie Termopile 1944, 2000
- „Obroża“: Warszawskie Termopile 1944, 2002
- Termopile literackie: Polska 1939–1945, 2002

### Dramen
- Nim słońce wzejdzie. Sztuka w 3 aktach, 1956

### Reportagen
- Kania, 1951
- Znak nad miastem, 1952

### Essays und Sachbücher
- Genealogia ocaloncych. Szkice o latach 1939–1944, 1963
- Jeździec z Madary. Szkice o ziemi bułgarskiej, 1963
- Polscy pisarze współcześni. Informator dla księgarzy, 1965
- Powstanie Warszawskie, 1965
- Dąbrowska, 1966
- W kręgu bliskich. Szkice do portretów, 1967
- Walcząca Warszawa, 1968
- Polscy pisarze współcześni. Informator 1944–1968, 1970; 2. Aufl. 1972; 3. Aufl. 1977
- Żurkowski, 1970
- Mokotów 1944, 1971
- Na Mokotowie 1939–1945, 1971
- Z głową na karabinie, 1974
- Sylwetki polskich pisarzy współczesnych, 1975
- Pamięć żywa, 1977
- Janusz Kusociński, 1979
- Cień wojny. Eseje, 1983
- Pieśń niepodległa. Pisarze i wydarzenia 1939–1942, 1988
- Powstanie Warszawskie, 1989
- AK, Band 1, 1990
- Pułk AK „Baszta“, 1990
- Krzyż AK. Szkic historyczny, 1993
- Wszystko o Powstaniu Warszawskim. Leksykon, 1994
- Polscy pisarze współcześni 1939–1991. Leksykon, 1995
- W znaku Baszty. Wspomnienia i refleksje, 1997
- Ale zabaffa!, 2006

## Auszeichnungen (Auswahl)
- 1966: Ritterkreuz Polonia Restituta
- 1972: Offizierskreuz Polonia Restituta
- 1980: Komturkreuz Polonia Restituta
- 2002: Komturkreuz mit Stern Polonia Restituta